# Krupka (herb szlachecki)
Krupka (Krupek) – polski herb szlachecki z nobilitacji.

## Opis herbu
W polu czerwonym dwie lilie srebrne w pas.
Klejnot - między dwoma rogami bawolimi - lilia jak w godle.
Labry czerwone, podbite srebrem.

## Najwcześniejsze wzmianki
Nadany synom Piotra Krupka, alias Langa, rajcy krakowskiego. Potwierdzenie nobilitacji 2 marca 1515. Pierwsze przedstawienie i wzmianka pisemna pochodzi z Gniazda cnoty Paprockiego.

## Herbowni
Krubczyński, Krukwa, Krupczyński, Krupecki, Krupek, Krupiński, Krupka, Krupowicz, Przecławski, Syczewski, Szyczewski, Tomaszewski.